# Andreea Acatrinei
Andreea Roxana Acatrinei (* 7. April 1992 in Brașov, Kreis Brașov) ist eine ehemalige rumänische Kunstturnerin.

## Karriere
Acatrinei begann im Alter von sechs Jahren mit dem Leistungssport in ihrer Heimatstadt beim Clubul Sportiv Școlar Nr. 1 Brașov, wo sie von Mihai Ipate und Alina Ștefănescu trainiert wurde. Ab 2002 turnte sie beim C.S.Ș. Cetate Deva und wurde dort von Valerian Nicolae Forminte trainiert. 2005 wurde sie zunächst in das Nationalteam der Junioren und 2006 dann in das der Senioren aufgenommen.
Acatrinei gewann mit dem rumänischen Nationalteam bei den Olympischen Spielen 2008 die Bronzemedaille im Mannschaftswettbewerb, konnte sich jedoch für keines der Gerätefinals qualifizieren. Im selben Jahr wurde sie rumänische Landesmeisterin am Boden, Vizemeisterin am Stufenbarren und im Mannschaftswettbewerb mit ihrem Verein, sowie Dritte im Einzelmehrkampf. Auf Anraten ihrer Ärzte beendete Acatrinei im Februar 2009 ihre aktive Laufbahn auf Grund eines anhaltenden Wirbelsäulensyndroms. Seither widmet sie sich verstärkt schulischen Aktivitäten und arbeitet nebenher als Trainerin für Kinder.
Andreea Acatrinei ist 1,50 m groß, ihr Wettkampfgewicht betrug 40 kg.

## Auszeichnungen
Im August 2008 erhielt Andreea Acatrinei von Staatspräsident Traian Băsescu den Verdienstorden „Meritul sportiv“ III. Klasse mit zwei Streifen. 2008 wurde sie zur besten Sportlerin des Jahres im Kreis Hunedoara gewählt.